# Ватнайёкюдль (национальный парк)
Национальный парк Ватнайёкюдль (исл. Vatnajökulsþjóðgarður) — самый большой национальный парк на территории Исландии. Его площадь составляет 1 200 000 га — почти 12 % территории острова. 

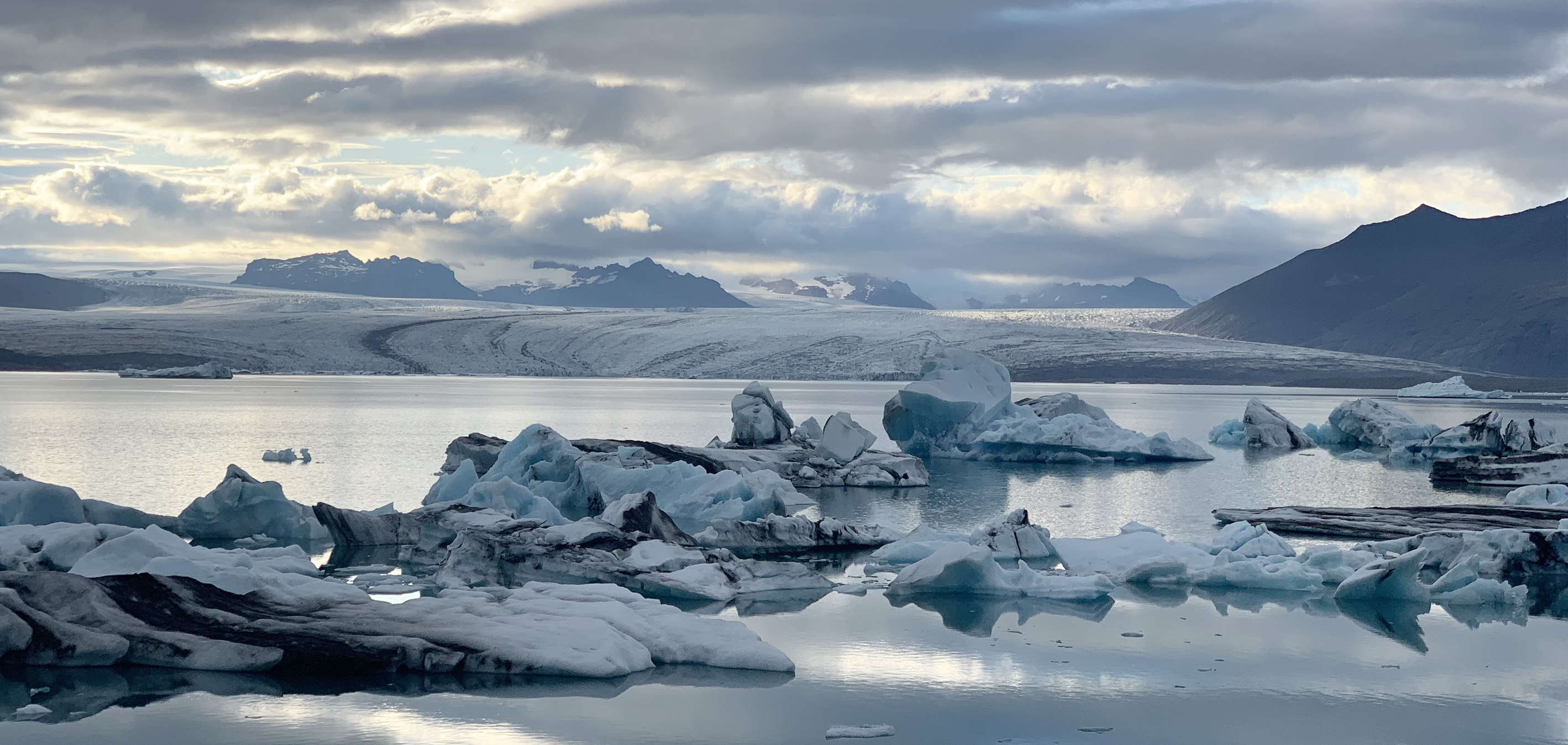
Ледяная лагуна Йёкюльсаурлоун у подножия ледника Ватнайёкюдль, 2023

Парк был основан 7 июня 2008 года и назван в честь одноимённого ледника Ватнайёкюдль. Включает в себя территории бывших национальных парков Йёкюльсаургльювюр (был основан в 1973 году на севере Исландии около реки Йёкюльсау-ау-Фьёдлюм) и Скафтафедль (существовал с 1967 года на юге Исландии между городами Киркьюбайярклёйстюр и Хёбн).